# Meppel

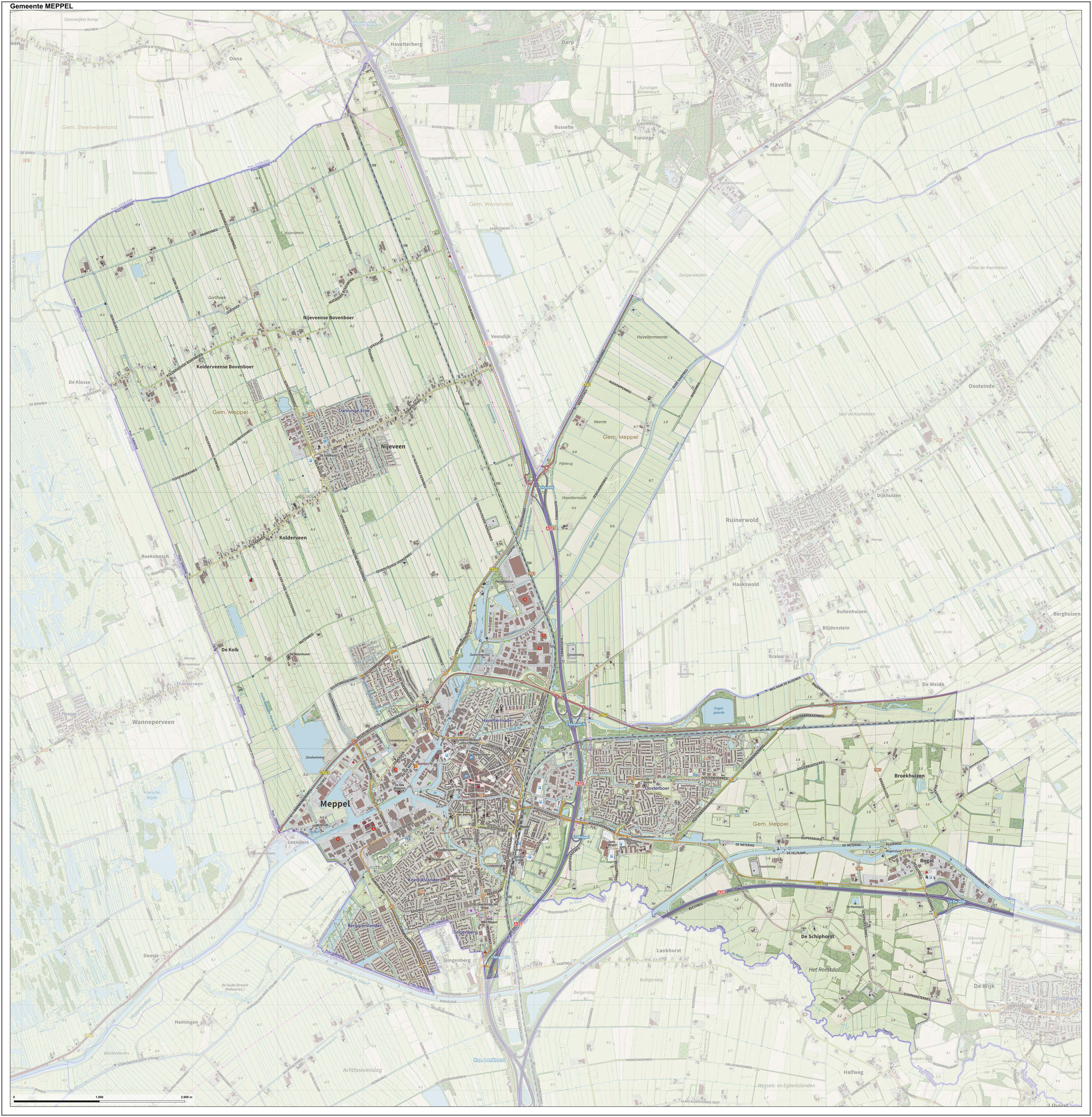
Topografische gemeentekaart van Meppel, september 2023

Meppel (uitspraakⓘ; Drents: Möppel(t) ([mœpəl(t)])) is een gemeente en stad in het uiterste zuidwesten van de Nederlandse provincie Drenthe. Op 22 november 2024 telde de gemeente 35.810 inwoners (bron: CBS), van wie ruim 31.000 in de stad Meppel zelf wonen. De gemeente kende in de eerste 2 decennia van de eenentwintigste eeuw een bevolkingsgroei met enkele duizenden inwoners. De oppervlakte bedraagt 57 km². Meppel is hiermee qua oppervlak de kleinste gemeente van Drenthe.
Meppel is een regionaal centrum, het heeft een ziekenhuis en een groot winkelaanbod. In 2016 was er in het centrum 48.000 m² aan winkelvloeroppervlak aanwezig.

## Geschiedenis
Meppel werd al in 1141 genoemd in een oorkonde, maar in die tijd was het niet meer dan een groepje boerderijen. In 1422 werd Meppel als een zelfstandig kerspel afgescheiden van Kolderveen en toen mocht men een kerk bouwen. Deze Grote of Mariakerk staat er nog steeds, al is er in de loop der eeuwen veel aan veranderd. De plaats was destijds niet meer dan een dorp. Meppel kwam in de 16de eeuw tot bloei vanwege de turfafgravingen in Noord-Nederland; de stad was een belangrijke doorvoerhaven vanwege de verbinding met de Drentsche Hoofdvaart en de Hoogeveense Vaart aan de ene kant en het Meppelerdiep aan de andere kant. Via het Meppelerdiep kon bij Zwartsluis de Zuiderzee bereikt worden. Langs deze weg werd vanuit heel Drenthe de turf uitgevoerd naar het westen van het land.
In de 17de en 18de eeuw vestigden zich veel binnenschippers in de plaats, die in 1644 van de drost van Drenthe stadsrechten had gekregen en inmiddels meer dan duizend inwoners telde. In 1809 kreeg Meppel van Lodewijk Napoleon opnieuw stadsrechten. Op 5 november 1815 kreeg Meppel van koning Willem I een eigen stadsreglement.

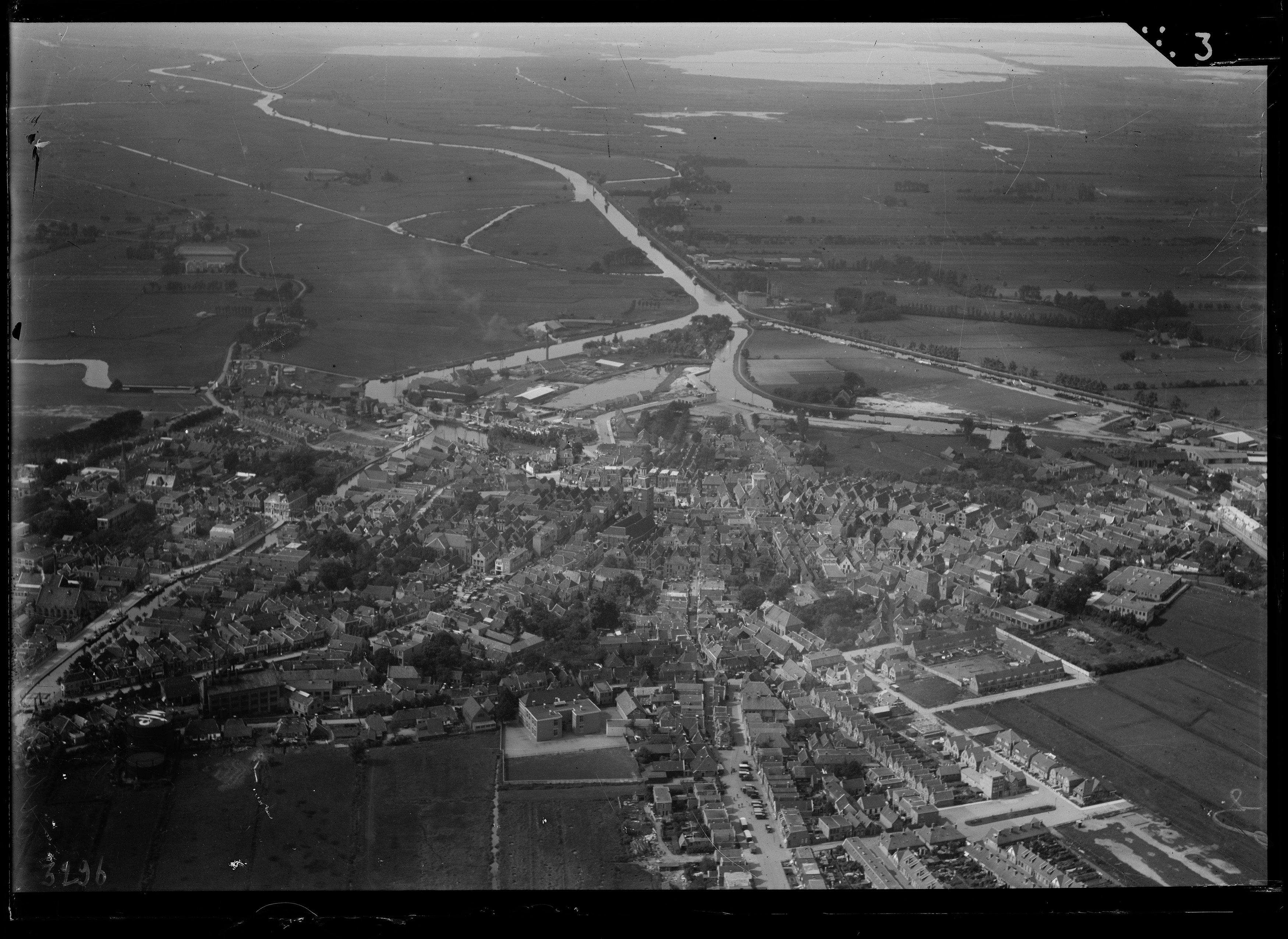
Luchtfoto van Meppel (periode 1920-1940).

### Grachten
De wateren die door het centrum van Meppel voeren worden grachten genoemd. Mede vanwege de namen Heerengracht, Keizersgracht en Prinsengracht wordt de stad ook weleens het Mokum van het Noorden genoemd. Ook om andere redenen wordt Meppel met Amsterdam vergeleken. Zo waren er eeuwenlang banden tussen beide steden en was de Joodse gemeenschap voor de Tweede Wereldoorlog rijkelijk vertegenwoordigd in Meppel. Straatnamen als Synagogestraat herinneren aan die tijd. Bovenstaande grachten liggen alle langs het oude tracé van de Hoogeveense Vaart en de Beilerstroom door het centrum van Meppel.
In de twintigste eeuw zijn enkele grachten gedempt die dwars door het centrum van de stad liepen. Ook zijn enkele ophaalbruggen vervangen door vaste bruggen. Sindsdien is het onmogelijk geworden door Meppel heen Drenthe binnen te varen, mede vanwege de vernauwing van de Hoogeveense Vaart in 2005 ter hoogte van de Oosterboer. In 2008 is een deel van de Gasgracht, tot aan het Prinsenplein in het centrum, weer open gegraven. Ter hoogte van de oude "Tipbrug" is een opklapbrug over de Gasgracht gebouwd. Deze brug is gebouwd naar het voorbeeld van de Tipbrug en heet "Prinsenbrug". Er waren plannen om misschien meer grachten opnieuw open te graven.

### 20-21ste eeuw
Tijdens de Tweede Wereldoorlog zijn bijna alle Joodse inwoners van Meppel door de Duitse bezetter naar de concentratiekampen vervoerd en hebben aldaar het leven gelaten. Van de 250 Meppelse Joden kwamen er 232 om en keerden slechts 18 terug.
Meppel kent een actieve historische vereniging, de Stichting Oud Meppel.
In 2007 werd Meppel een Millennium Gemeente.
Op 24 augustus 2024 werd Meppel getroffen door de valwind van Meppel met veel schade tot gevolg.

## Meppeler mug
De inwoners van Meppel worden ook wel "Meppeler muggen" of "muggenspuiters" genoemd, naar aanleiding van een volksverhaal, dat over meerdere plaatsen in de wereld bekend is. Het verhaal gaat dat op een nacht sommige inwoners, en de toenmalige klokkenluider Wouter Lambertus Veneboer, dachten dat de kerktoren in brand stond, omdat er een rookwolk om de Meppeler toren hing, maar het bleek een zwerm vuurvliegen of muggen te zijn. In Meppel is in 1971 een standbeeld geplaatst van dit volksverhaal, van Aart van den IJssel.

### Het wapen van Meppel
In het wapen van Meppel is de geschiedenis van de stad af te lezen: de drie klaverbladeren symboliseren de weidegrond rondom Meppel; de drie zwarte rechthoekjes stellen turven voor en staan voor de veenafgravingen en de turfhandel; de tien zilveren penningen in de rode rand vertegenwoordigen de tien zakken graan die het dorp Meppel met ingang van 1422 aan de kerk van Kolderveen (ligt naast Nijeveen, een dorpje dat aan Meppel grenst) betaalde.

## Bestuurlijke indeling
De gemeente Meppel telt officieel drie wijken, onderverdeeld in verschillende woonkernen. De grootste woonkernen zijn de stad Meppel en het dorp Nijeveen.
De voormalige gemeente Nijeveen (bestaande uit de dorpen Nijeveen, Kolderveen en de buurtschappen Nijeveense Bovenboer en Kolderveense Bovenboer) is met de gemeentelijke herindeling van 1998 opgegaan in de gemeente Meppel. Ook Nijentap, een deel van Havelterberg (voorheen gemeente Havelte), Broekhuizen (voorheen gemeente Ruinerwold), Rogat en De Schiphorst (beide voorheen gemeente de Wijk) werden in 1998 bij de gemeente Meppel gevoegd.
De stad Meppel zelf bestaat uit:
- Centrum (deels oud, deels stadssanering in de jaren vijftig)
- Watertorenbuurt (jaren dertig)
- Ezinge (jaren veertig)
- Haveltermade (jaren vijftig; sinds 1942 onderdeel van Meppel, inclusief voormalige Ruinerwoldse buurtschap Tweeloo)
- Koedijkslanden (jaren zeventig; sinds 1961 onderdeel van Meppel, inclusief voormalige Staphorster buurtschappen Hesselingen en Werkhorst)
- Oosterboer (jaren tachtig; voormalige buurtschap, nu opgenomen in de bebouwing)
- Berggierslanden (begin 21ste eeuw)
- Nieuwveense Landen (vanaf 2013)

## Economie
In het verleden waren landbouw en scheepsbouw een belangrijke bron van inkomsten voor Meppel. Tevens had de markt een belangrijke regionale functie. Veel producten kwamen binnen via de beurtvaart en werden verhandeld of doorgevoerd. De huidige veevoederfabrieken en silo-opslagplaats zijn een overblijfsel van deze spilfunctie voor in het distribueren van landbouwproducten. Meppel telt zes bedrijventerreinen: Ezinge, Oude Vaart, Oevers, Noord, Zomerdijk West en Blankenstein. Grote bedrijven zijn onder meer Scania en FrieslandCampina. Het is vanouds een drukkersstad met bedrijven in de grafische industrie en uitgeverijen. Er wordt ook een lokaal nieuwsblad uitgegeven.
Als regionale handelsstad is Meppel goed voorzien van MKB-bedrijven. Op het Kerkplein wordt elke donderdagmorgen en zaterdag de markt gehouden. De stad dankt haar regionale toeristische functie aan de toegankelijkheid via de grachten voor de pleziervaart en de oude karakteristieke dicht bebouwde binnenstad met pleinen.

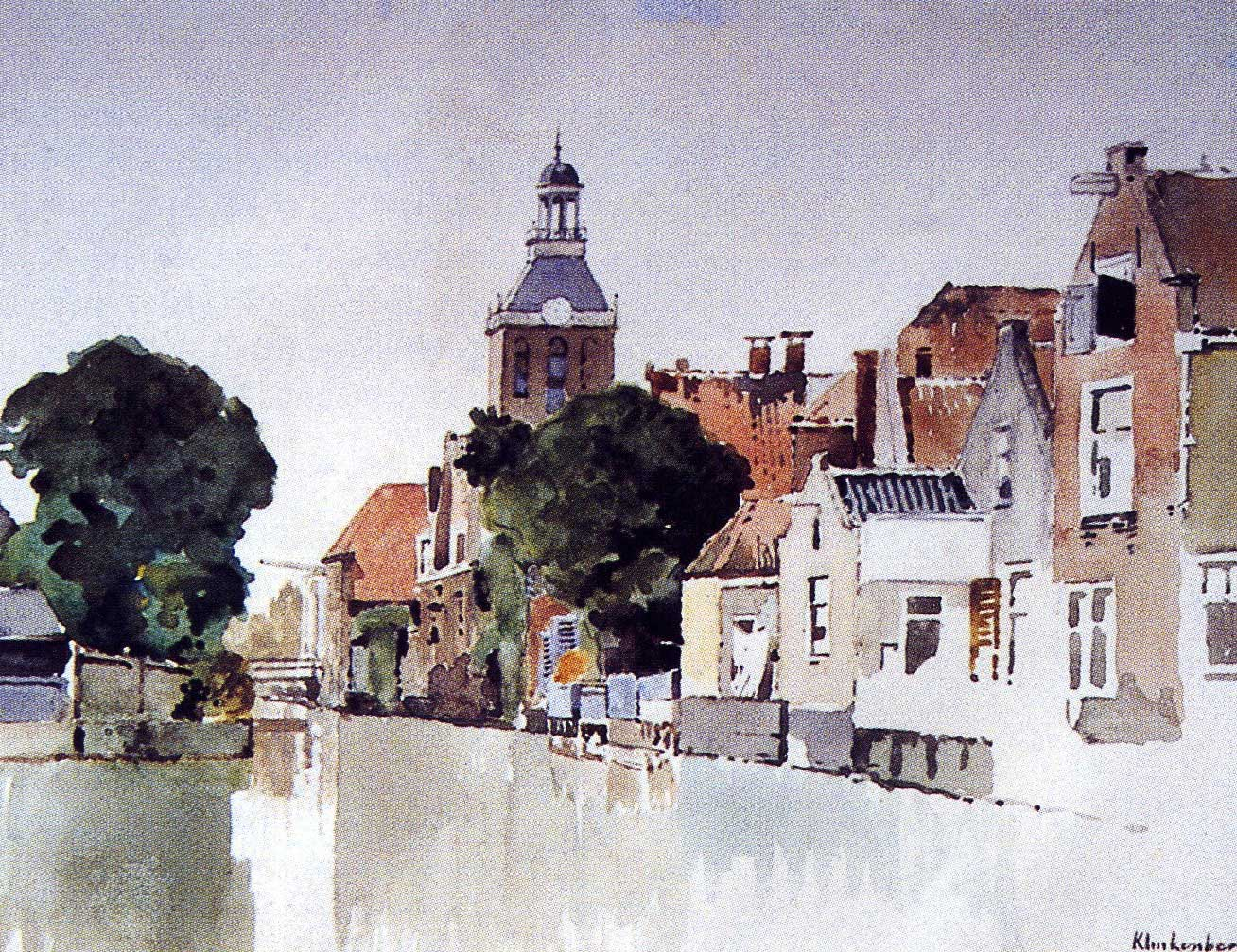
Gracht Meppel door Karel Klinkenberg

### Haven
Meppel is via het water te bereiken voor schepen tot ongeveer 3000 ton en ligt aan het hoofdvaarwegennet. Meppel is via het Meppelerdiep verbonden met Zwartsluis en vervolgens het IJsselmeer. Tevens geeft Meppel toegang tot de Drentsche Hoofdvaart. Het heeft een relatief grote en goed bereikbare binnenhaven die een functie heeft voor een grote regio. De haven van Meppel werkt samen met die van Kampen en Zwolle.
Op het Meppelerdiep kunnen schepen met een maximum afmeting van 110 × 11,50 × 3,25 meter (bij NAP) komen. Voorbij de Kaapbruggen neemt de maximaal toegestane omvang af tot 90 × 9,50 × 2,50 m bij NAP. Er zijn diverse scheepswerven in Meppel, zowel voor de beroepsvaart als pleziervaart. Ook zijn er diverse op- en overslagbedrijven met eigen loskades waaronder een containerterminal die ongeveer 27.500 containers per jaar verlaadt.

## Wilhelminapark
Dit oudste park van Meppel ligt vlak bij het station. Het werd in 1914 ontworpen door de tuin- en landschapsarchitect Leonard Springer. Het werd het 'Wandelpark' genoemd, totdat het op 31 augustus 1930 werd omgedoopt tot Wilhelminapark, ter gelegenheid van de vijftigste verjaardag van koningin Wilhelmina.

## Cultuur

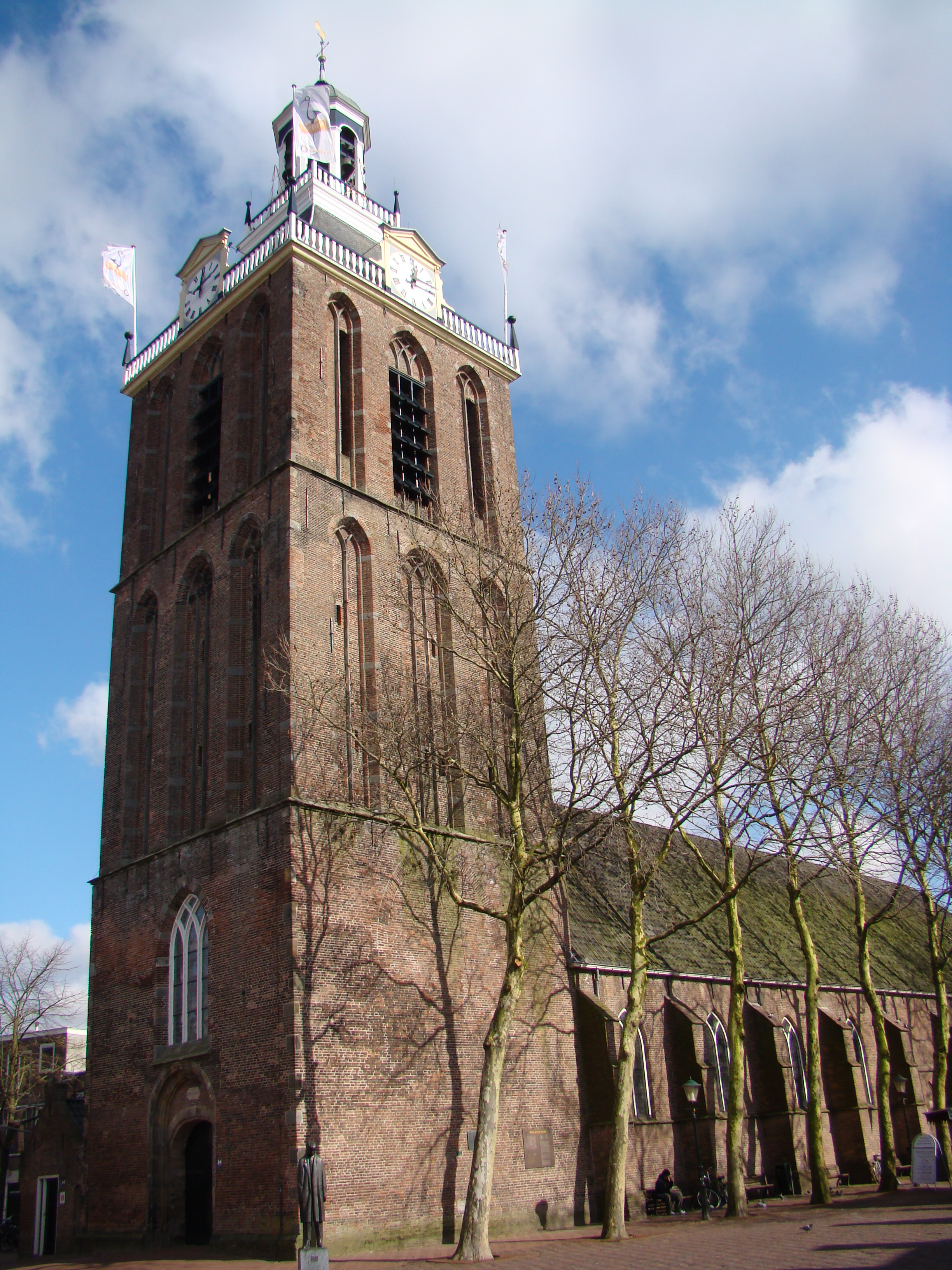
Grote of Mariakerk

### Bezienswaardigheden
Meppel is een kleine stad, maar het heeft relatief veel bezienswaardigheden. Dit is mede te danken aan het rijke handelsverleden van de stad. Belangrijke monumenten zijn:
- Grote Kerk (ook: Mariakerk) met toren uit de 15e/16e eeuw aan het Kerkplein.
- Watertoren, 1893-2004 (ren. 1955)
- windmolen De Weert
- windmolen De Vlijt
- Historische binnenstad, met veel pakhuizen.
- Oud-Zuid (Stationsweg/Zuideinde): een oude buurt met veel monumentale huizen. Het stadsdeel heeft de status van beschermd stadsgezicht. Ook het monumentale gebouw van de voormalige Rijks Hogere Burgerschool is hier gevestigd.
- Station (monumentaal gebouw uit 1867)

Zie ook:
- Lijst van gemeentelijke monumenten in Meppel
- Lijst van rijksmonumenten in Meppel
- Lijst van oorlogsmonumenten in Meppel
- Lijst van beelden in Meppel

### Musea
- Stedelijk Museum Meppel is gevestigd in het voormalige gemeentehuis aan de Hoofdstraat. Naast wisselende exposities zijn er drie vaste collecties te zien.[12]
- Drukkerijmuseum, waar dagelijks demonstraties worden gegeven van oude grafische zettechnieken (zoals lood- en steendruk) en het scheppen van papier.

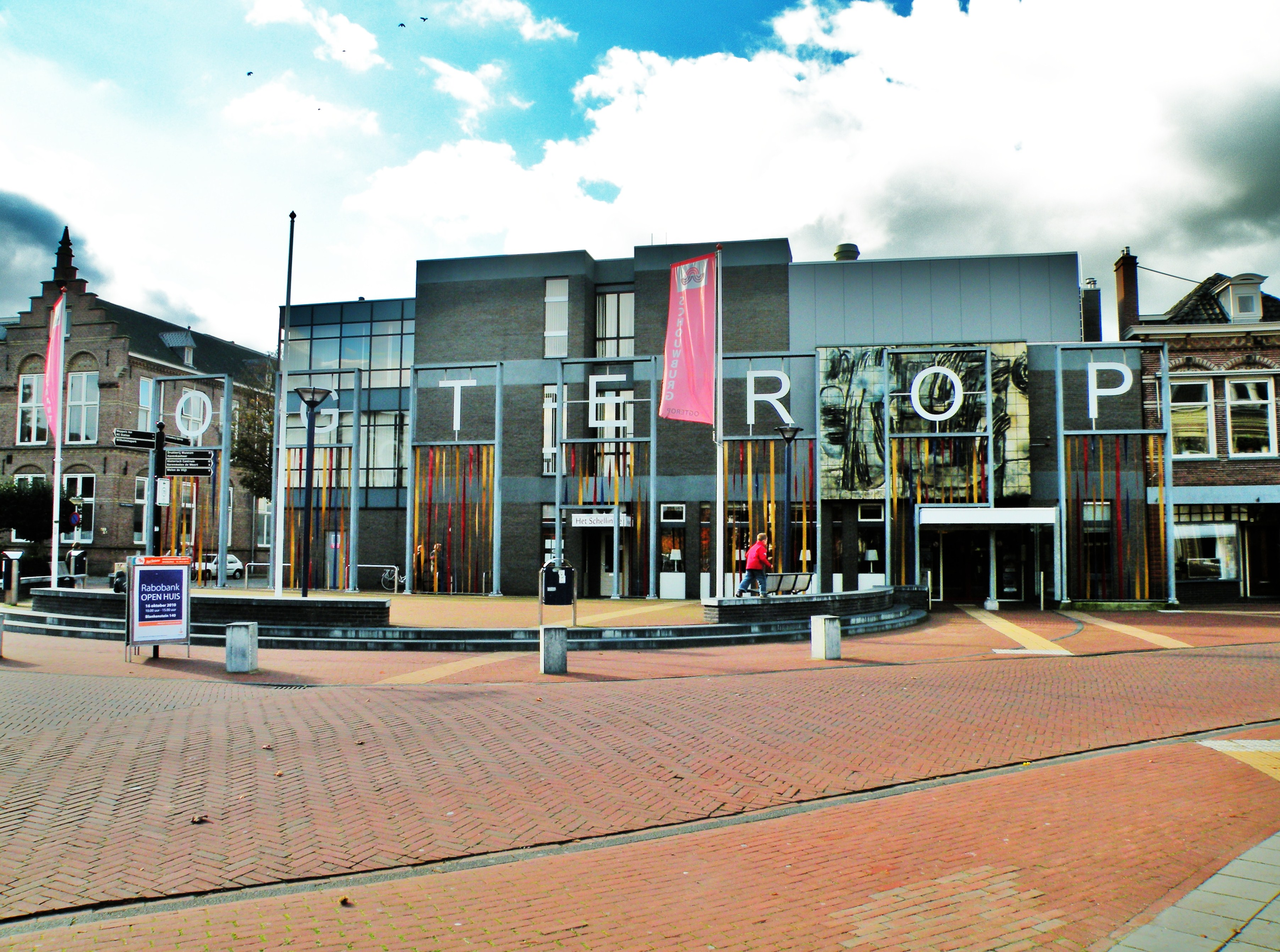
Schouwburg Ogterop

### Uitgaan
Meppel beschikt over een schouwburg (Ogterop). Verder heeft Meppel een groot aantal cafés en restaurants. De bioscoop, het Luxor Theater, werd in 2015 gesloten maar werd in december 2018 heropend. Verder zijn er twee coffeeshops in Meppel.

### Evenementen
- "Donderdag Meppeldagen" in de zomermaanden, feesten die hun oorsprong vinden in de marktdagen. Tijdens de DMD zijn er diverse live-optredens van plaatselijke en regionale muziekverenigingen in de stad.
- Drentse Fiets 4daagse, Meppel is een van de startplaatsen.
- Meppel Culinair
- Live in Meppel
- Meppel City Run
- Mini Meppel
- Meppeler Nacht van de Popmuziek
- Picknick in the Park
- Grachtenfestival, jaarlijks begin juni. Historische schepen in de grachten, grote braderie/markt, koopzondag, aan scheepvaart en water gerelateerde activiteiten. Verder veel muziek zoals het Shantykorenfestival en het Balgenfestival (accordeonfestival).
- Puppet International, tot 2014 het "Internationale Poppenfestival", wordt om de twee jaar gehouden.
- Op 14 november 2015 was de stad, als eerste plaats in Drenthe, gastheer voor de landelijke intocht van Sinterklaas.
- Op 19 november 2017 deed het jaarlijks rondreizende muziekfestival Popronde voor het eerst Meppel aan.

## Politiek

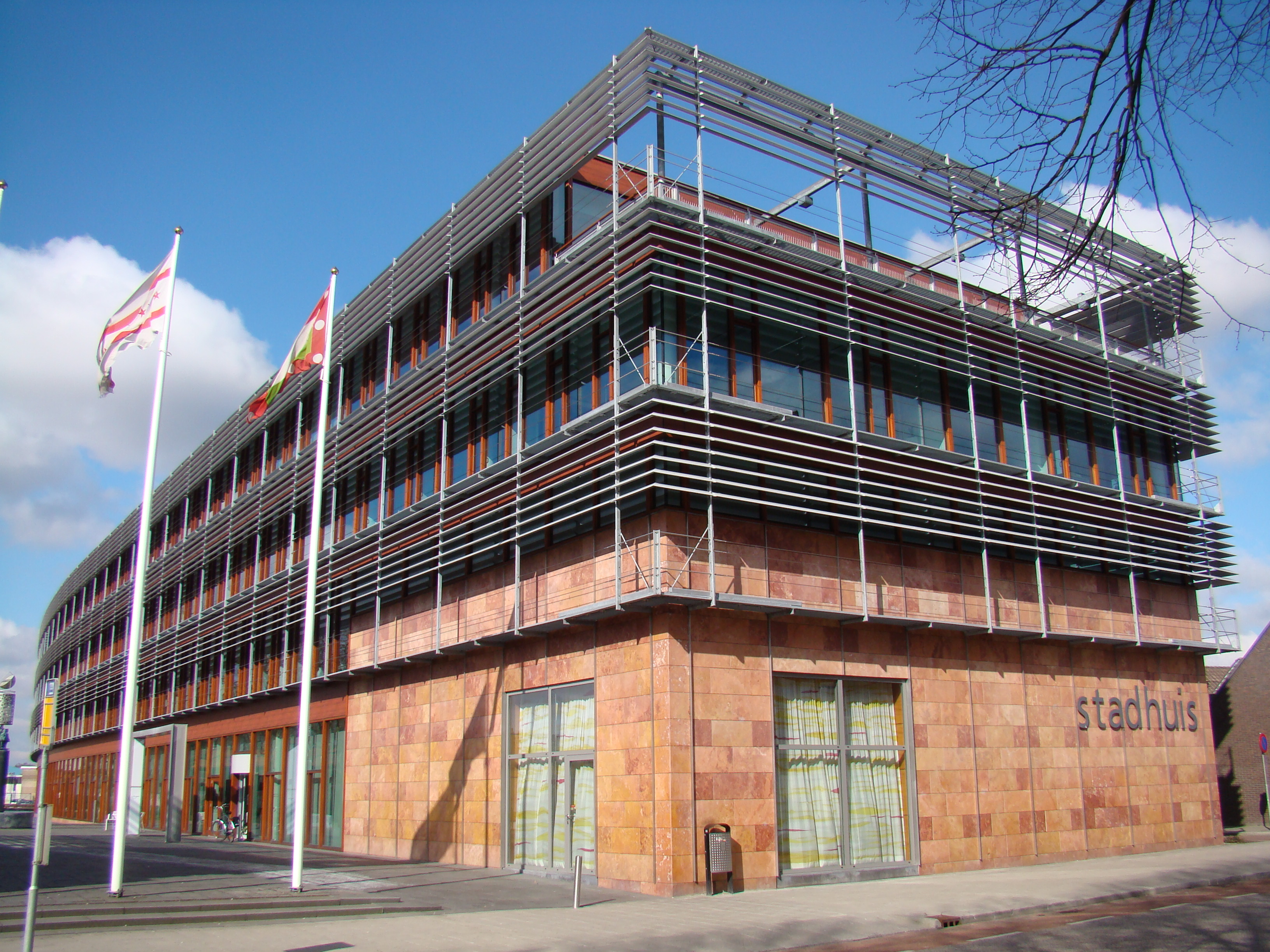
Stadhuis

### Gemeenteraad
De gemeenteraad van Meppel bestaat uit 23 zetels. Hieronder staan de samenstellingen van de gemeenteraad sinds 1998:
| Partij              | 1998 | 2002 | 2006 | 2010 | 2014 | 2018 | 2022 |
| ------------------- | ---- | ---- | ---- | ---- | ---- | ---- | ---- |
| Sterk Meppel (SteM) | 8    | 7    | 7    | 6    | 5    | 6    | 7    |
| VVD                 | 3    | 4    | 3    | 5    | 4    | 5    | 4    |
| CDA                 | 4    | 4    | 3    | 3    | 3    | 4    | 3    |
| ChristenUnie        | 1    | 2    | 2    | 1    | 2    | 2    | 2    |
| SP                  | -    | -    | -    | -    | 2    | 2    | 2    |
| PvdA                | 5    | 6    | 7    | 5    | 4    | 2    | 2    |
| D66                 | -    | -    | -    | 2    | 2    | 1    | 2    |
| GroenLinks          | -    | -    | 1    | 1    | 1    | 1    | 1    |
| Totaal              | 21   | 23   | 23   | 23   | 23   | 23   | 23   |

### College van B&W
Het college van burgemeester en wethouders bestaat in de periode 2022-2026 naast de burgemeester en de gemeentesecretaris uit elk één wethouder van SteM, VVD en D66. Tot 19 juni 2024 was de VVD'er Richard Korteland burgemeester van Meppel. Vanaf 19 juni 2024 was de PvdA'er Cees Bijl waarnemend burgemeester van Meppel. Op 1 april 2025 werd de VVD'er Arjen Maathuis burgemeester van Meppel.
| Naam             | Functie            | Partij | Portefeuille |
| ---------------- | ------------------ | ------ | --- |
| Arjen Maathuis   | Burgemeester       | VVD    | - Openbare orde en veiligheid - Algemene coördinatie - Handhaving - Internationale samenwerking - Lobby en netwerken - Citymarketing - Dienstverlening, bestuur & samenleving en participatie - Personeel en organisatie - Project: - Port of Zwolle |
| Klaas de Vries   | Wethouder          | SteM   | - Financiën, inclusief grondexploitaties, inkoop en vastgoed - Wmo (Wet maatschappelijke ondersteuning) - Beheer openbare ruimte, inclusief water en riolering, reiniging, wegen - Erfgoed & Cultuurhistorie (Kwaliteitsmanifest) - Economie, inclusief bedrijfsterreinen, industrie, haven, havenontwikkeling en agrarische ondernemers - Werkgelegenheid - Verkeer en vervoer - Contactwethouder: Centrum, Nieuwveense Landen - Project: - Voormalig ziekenhuisterrein |
| Robin van Ulzen  | Wethouder          | VVD    | - Wonen - Participatiewet (inkomen) - Ruimtelijke ordening, incl. stadsontwikkeling en Omgevingswet - Binnenstad (incl. economie binnenstad) - Evenementen - Toerisme en recreatie - Parkeren - Contactwethouder: Koedijkslanden, Berggierslanden, Ezinge - Projecten: - Bleekerseiland - Stationsgebied - Noordpoort |
| Jeannet Bos      | Wethouder          | D66    | - Sport en gezondheid - Jeugd(zorg) - Duurzaamheid, inclusief circulair denken, energietransitie en klimaatadaptatie, grondstoffeninzameling - Onderwijs - Cultuur - Wijk- en dorpsgericht werken - Contactwethouder: Nijeveen, Rogat, Broekhuizen, Schiphorst, Haveltermade (inclusief Watertorenbuurt), Oosterboer - Projecten: - Revitalisering Oosterboer - Schouwburg Ogterop                                                                                       |
| Sander Kastelein | Gemeentesecretaris |        | |

## Sport
In Meppel is een groot aantal sportverenigingen actief op verschillende locaties. In voetbal en basketbal spelen Meppeler verenigingen op hoog niveau in landelijke competities mee.
Basketballclub Red Giants speelt in Sporthal Ezinge. De atletiekbaan van Atletiekvereniging de Sprinter en de voetbalvelden van FC Meppel en hoofdklassers MVV Alcides en MSC liggen op Sportpark Ezinge. FC Meppel heeft ook een afdeling voor gymnastiek.
Op Sportpark Koedijkslanden spelen de Meppeler Hockey Vereniging en de honk- en softbalvereniging Blue Devils. De zwem- en waterpolovereniging speelt in zwembad Bad Hesselingen, dat ook een subtropisch gedeelte kent. Bras de Fer, een regionale schermvereniging, speelt in de sporthal van Hogeschool Stenden.
Daarnaast zijn er verenigingen voor badminton, (beach)volleybal, handbal, judo, korfbal, schaatsen, tennis en turnen.
Ook Nijeveen kent een aantal sportverenigingen waaronder korfbalclub DOS'46 dat speelt in de Korfbal League.

### Sportevenementen
Meppel is een van de startplaatsen van de Drentse Fietsvierdaagse. Loopevenementen zijn onder meer een halve marathon door het Reestdal, de Meppel CityRun in het centrum van Meppel, en de jaarlijkse Trimloop Vierdaagse die wordt georganiseerd op vier achtereenvolgende dinsdagavonden in het voorjaar. Sinds 2014 vindt er ook de hindernisloop "Urban Challenge" plaats. Daarnaast vindt in de binnenstad in de grachten de jaarlijkse CitySwim plaats als onderdeel van het Grachtenfestival.

## Verkeer en vervoer

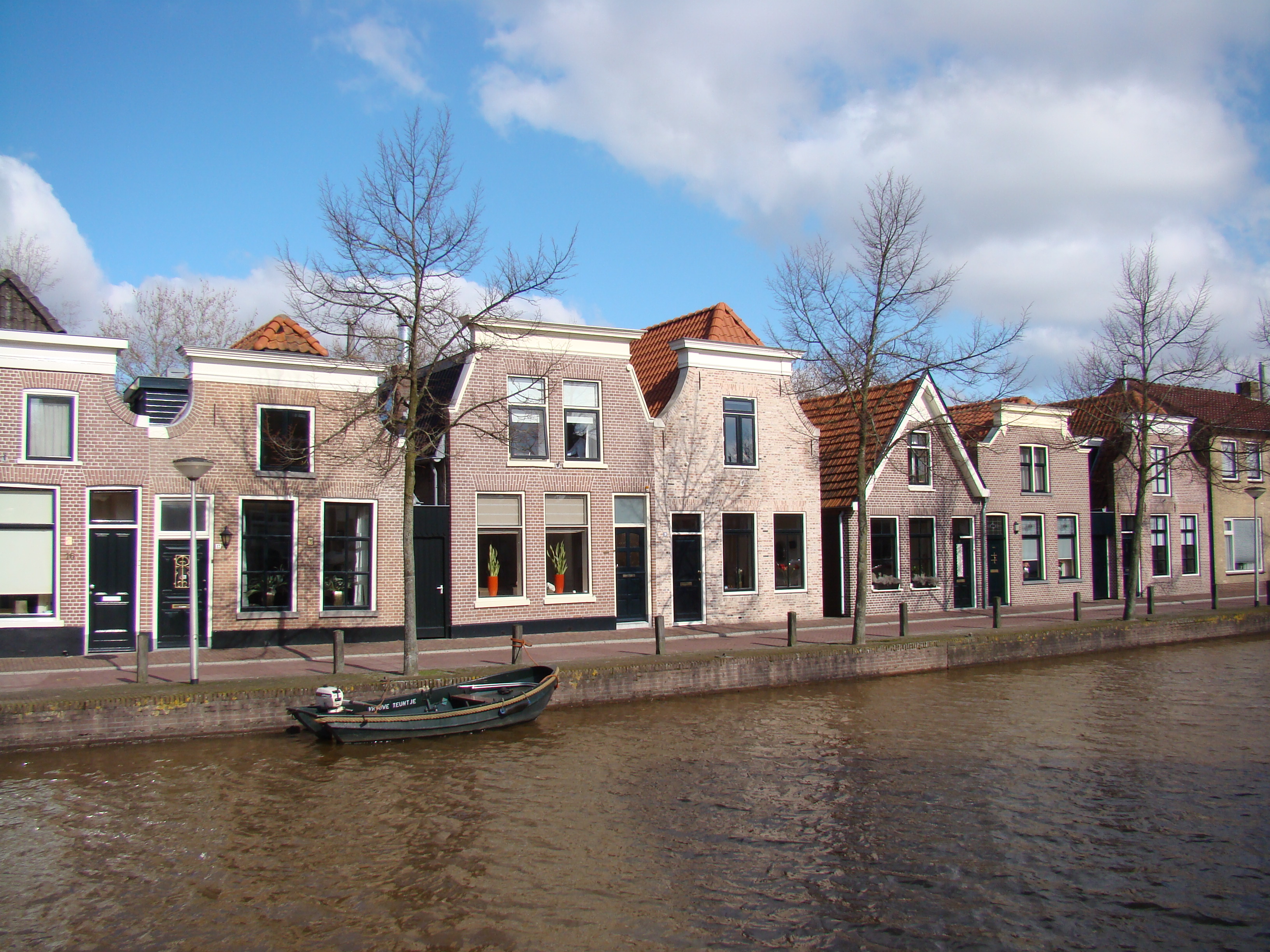
Keizersgracht

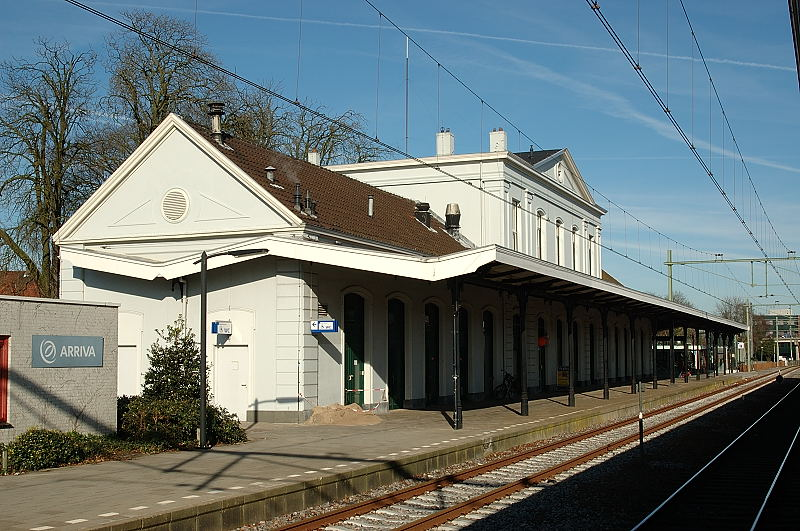
Treinstation Meppel

### (Vaar)wegen
Meppel ligt aan de autosnelweg A32. Net ten zuiden van Meppel, bij het knooppunt Lankhorst en ten oosten bij Meppel Oost, kan men via de A28 naar Zwolle en Groningen.
Het Meppelerdiep, de Drentsche Hoofdvaart en de Hoogeveense Vaart verbinden Meppel per schip met Zwartsluis, Assen en Hoogeveen. Aan de zuidgrens van Meppel is daar de Omgelegde Hoogeveense Vaart bij gekomen, om de beroepsvaart langs Meppel te leiden. Het Meppelerdiep is toegankelijk voor schepen tot 2000 ton.
Natuurlijke wateren die door Meppel stromen zijn de Reest en de Wold Aa. De Reest mondt uit in het Meppeler Diep.

### Openbaar vervoer
Meppel ligt aan de spoorlijn Zwolle - Leeuwarden en is het beginpunt van de spoorlijn Meppel - Groningen.
Station Meppel is een halte voor de intercitytreinen tussen enerzijds Leeuwarden en anderzijds Luchthaven Schiphol (via de Hanzelijn) en Den Haag (via de Veluwelijn). Daarnaast rijden er tweemaal per uur sprinters richting Zwolle, Groningen en Leeuwarden. Station Meppel is een belangrijke hub voor reizigers uit het Noorden, omdat het station goed bereikbaar is via de snelweg, goede parkeervoorzieningen kent en hoogfrequent bediend wordt door treinen, waaronder de intercity naar Den Haag en Rotterdam.
Het station is het vierde grootste treinstation (na Groningen, Leeuwarden en Assen) van het Noorden met bijna 6.500 in- en uitstappende treinreizigers gemiddeld per dag (bron: NS, 2018).
Taxicentrale Zwolle verzorgt het stadsvervoer in Meppel. Qbuzz en EBS verzorgen het streekvervoer in en rondom Meppel.

## Voorzieningen

### Gezondheidszorg
- Isala Meppel (ziekenhuis)
- Regionale Instelling voor Beschermd Wonen
- Reggersoord, verpleeghuis
- De Schiphorst, psychogeriatrisch verpleeghuis
- De Reest, gezondheidscentrum
- Fytac, paramedisch centrum

## Partnersteden
Meppel heeft sinds jaren een stedenband met het Tsjechische Most. Daarnaast heeft Meppel een stedenband met het Marokkaanse Al Hoceima.

## Aangrenzende gemeenten
| Aangrenzende gemeenten | Aangrenzende gemeenten | Aangrenzende gemeenten | Aangrenzende gemeenten | Aangrenzende gemeenten |
| ---------------------- | ---------------------- | ---------------------- | ---------------------- | ---------------------- |
|                        |                        | Westerveld             |                        |                        |
|                        |                        |                        |                        |                        |
| Steenwijkerland (O)    | De Wolden              |                        |                        |                        |
|                        |                        |                        |                        |                        |
|                        |                        | Staphorst (O)          |                        |                        |

## Fotogalerij

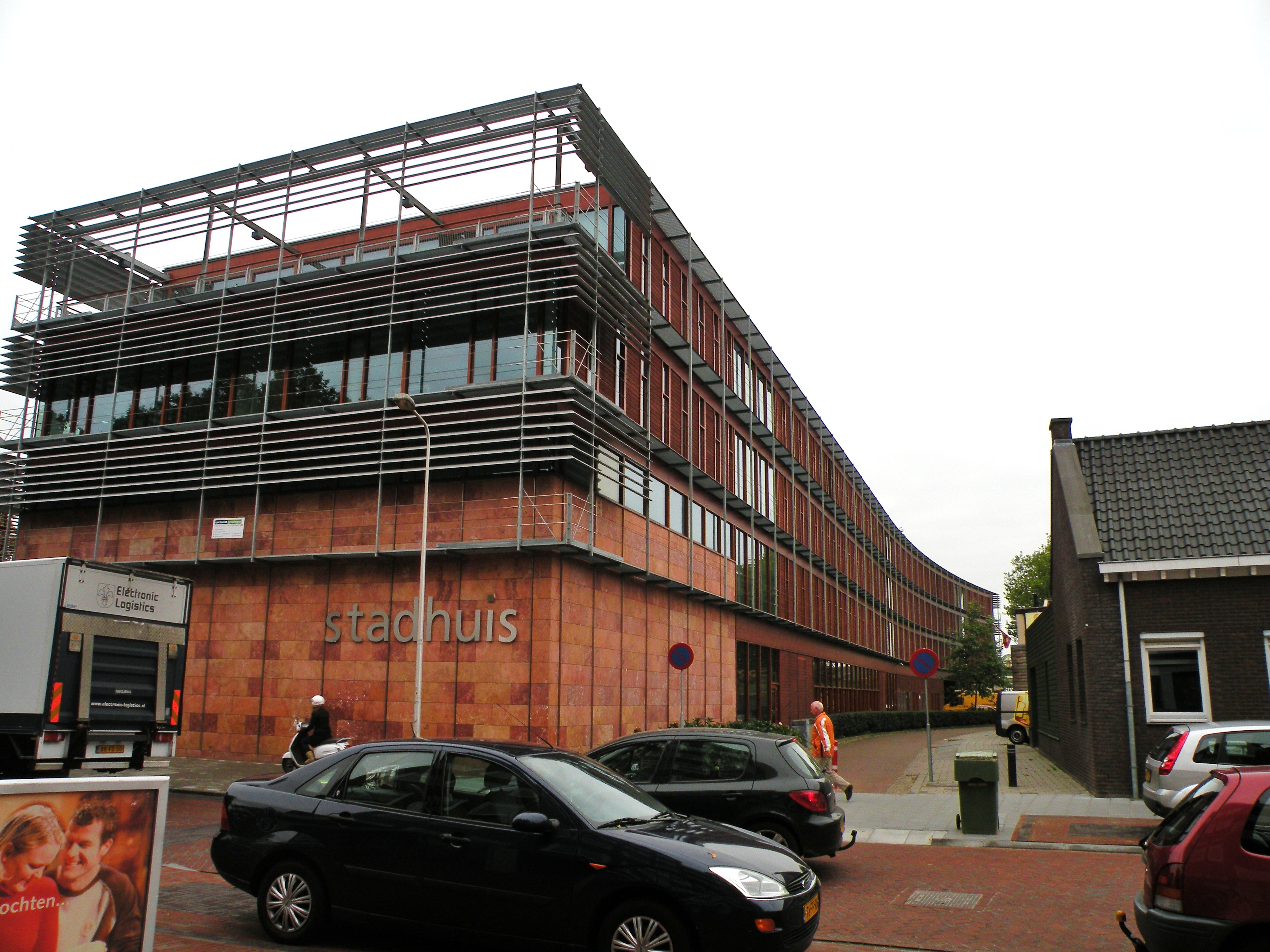
Stadhuis van Meppel
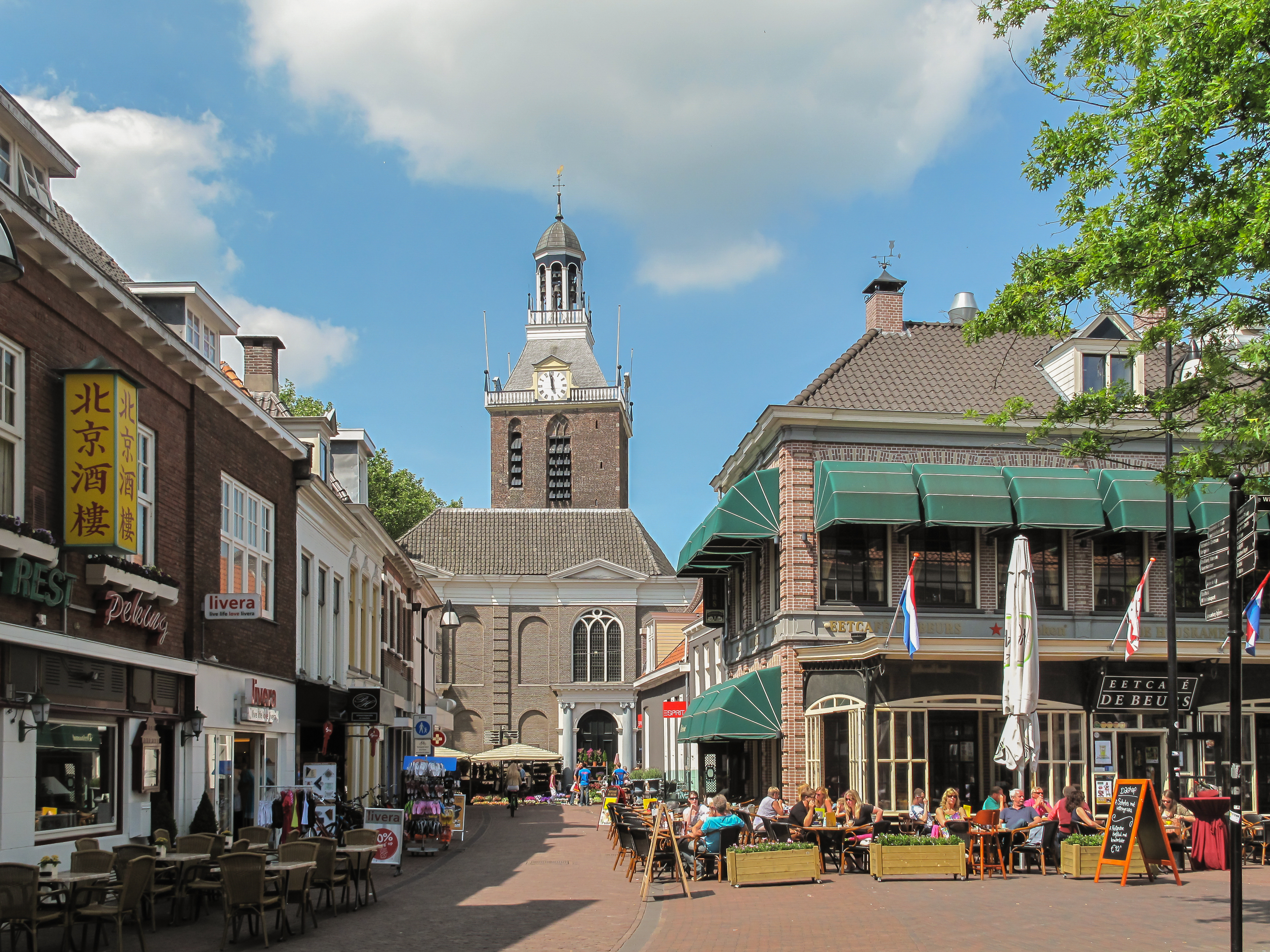
Meppeler toren in straatzicht
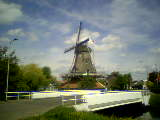
Molen De Weert
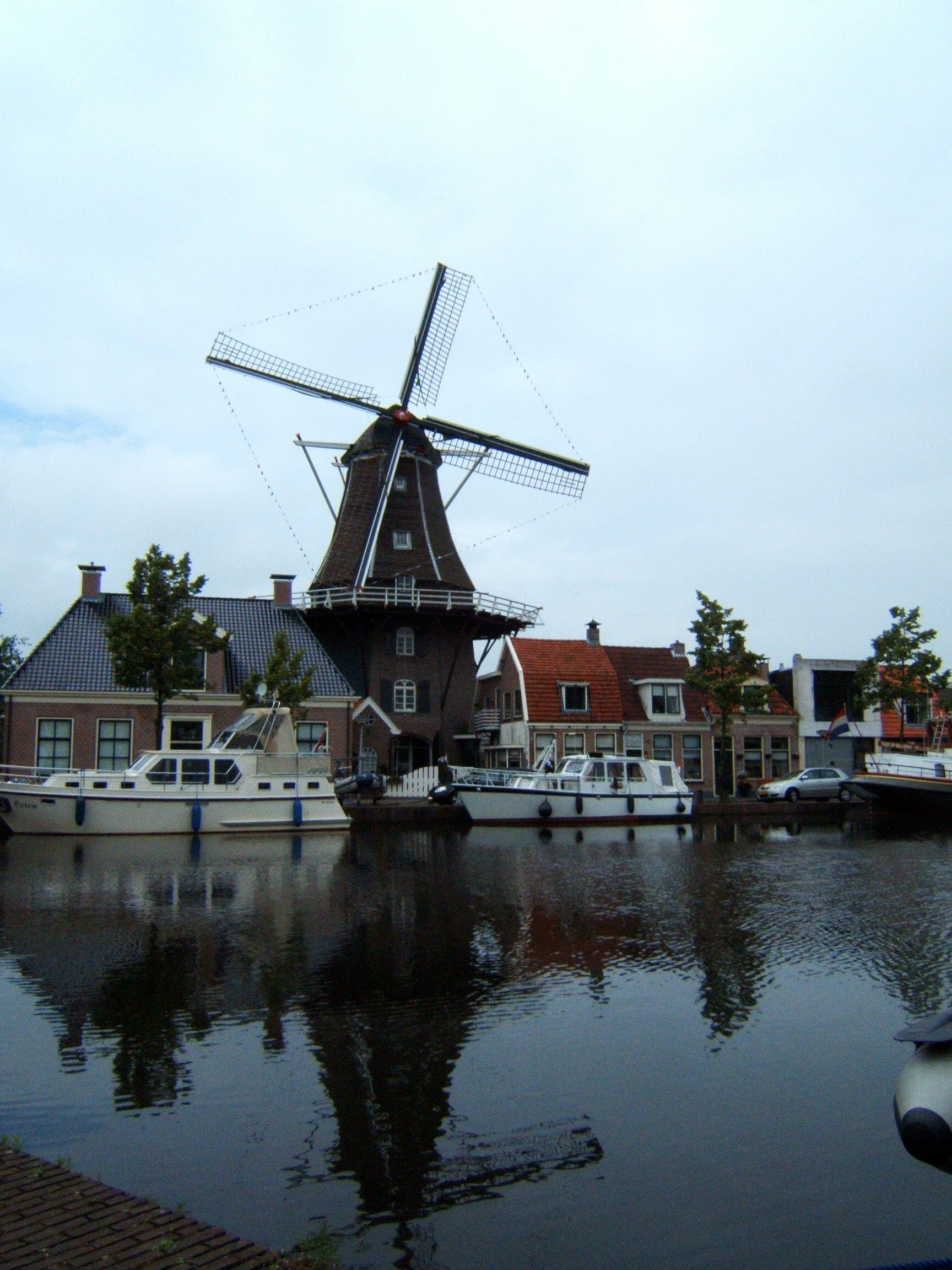
Molen De Vlijt
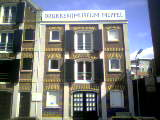
Drukkerijmuseum Meppel
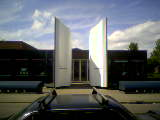
Openbare Bibliotheek
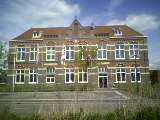
Cultureel Centrum
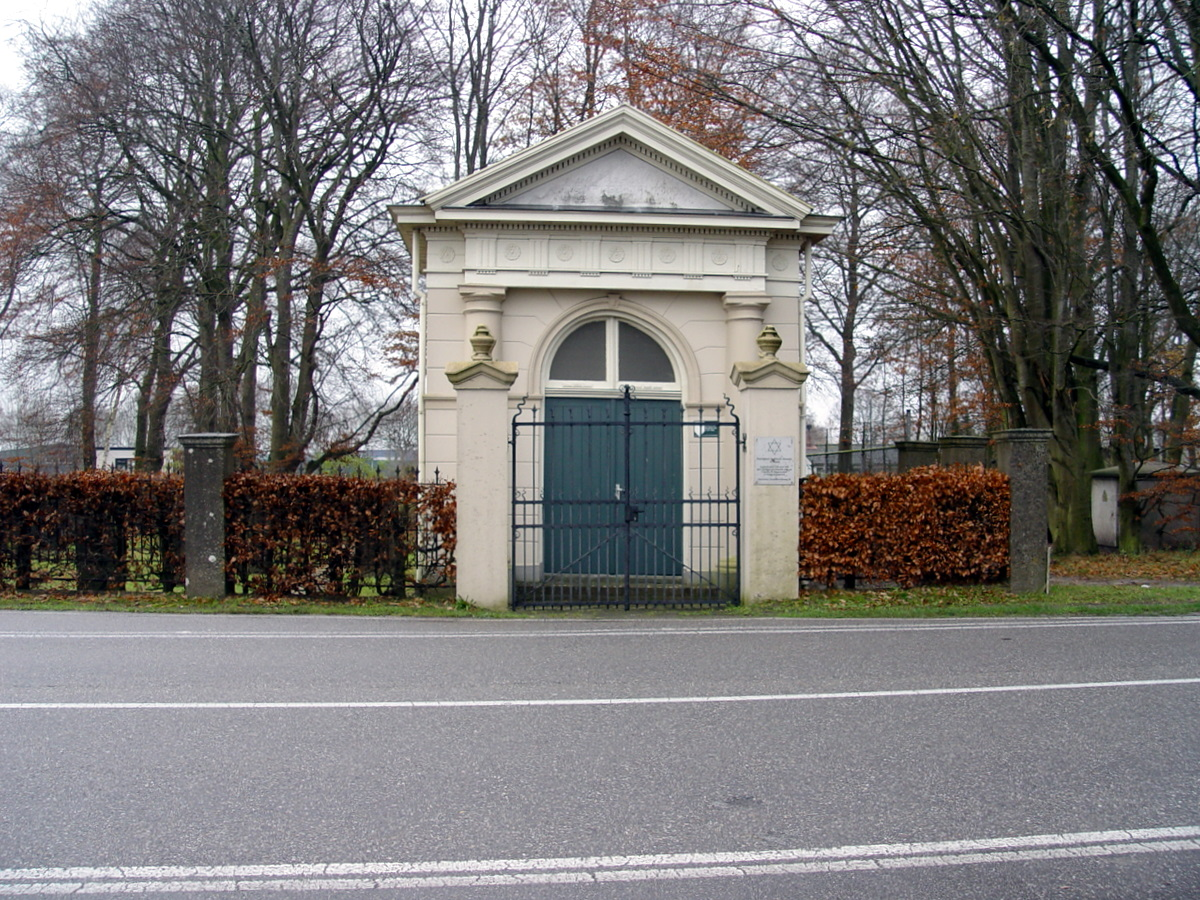
Joodse begraafplaats
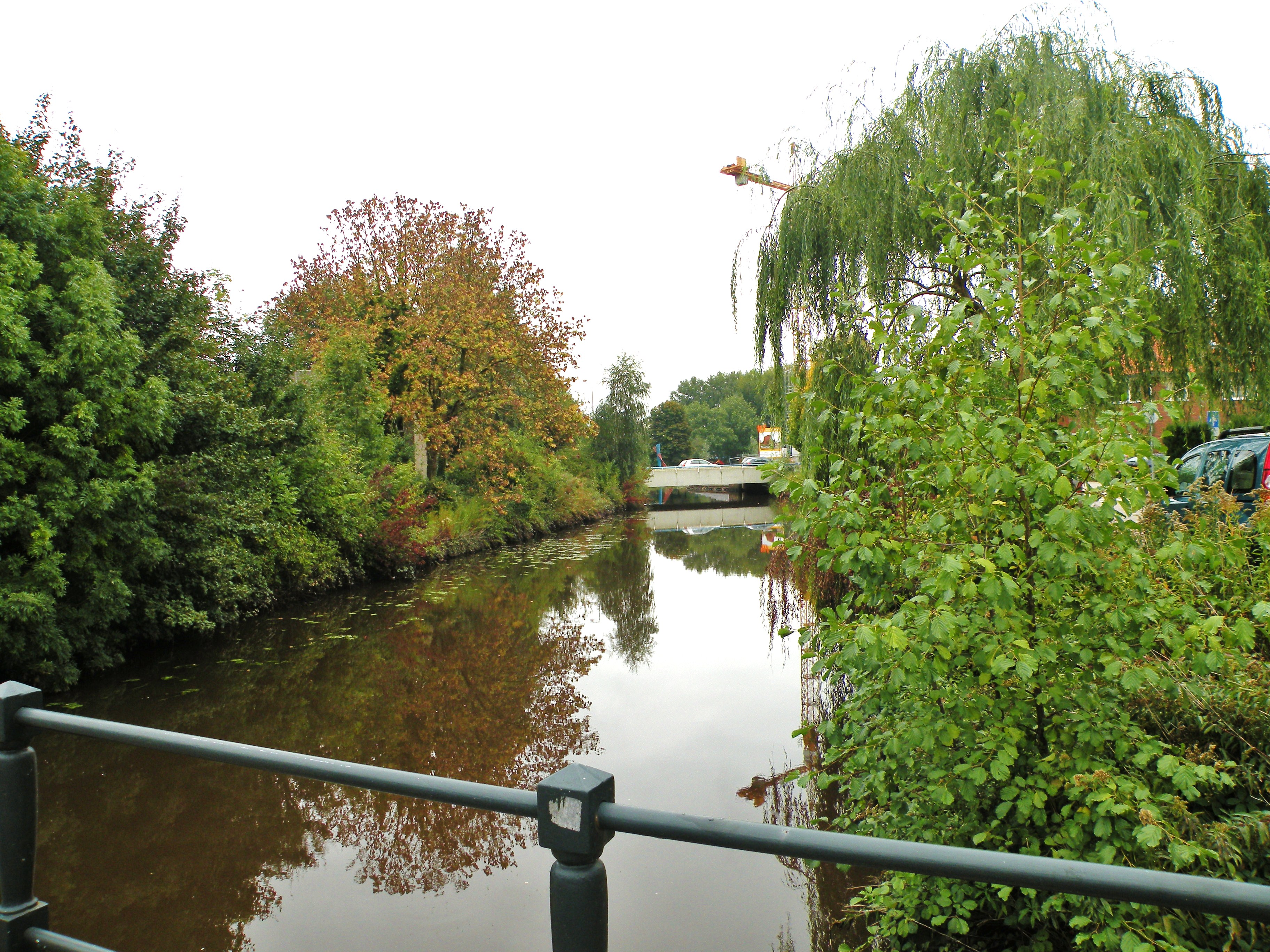
Mallegatsgracht
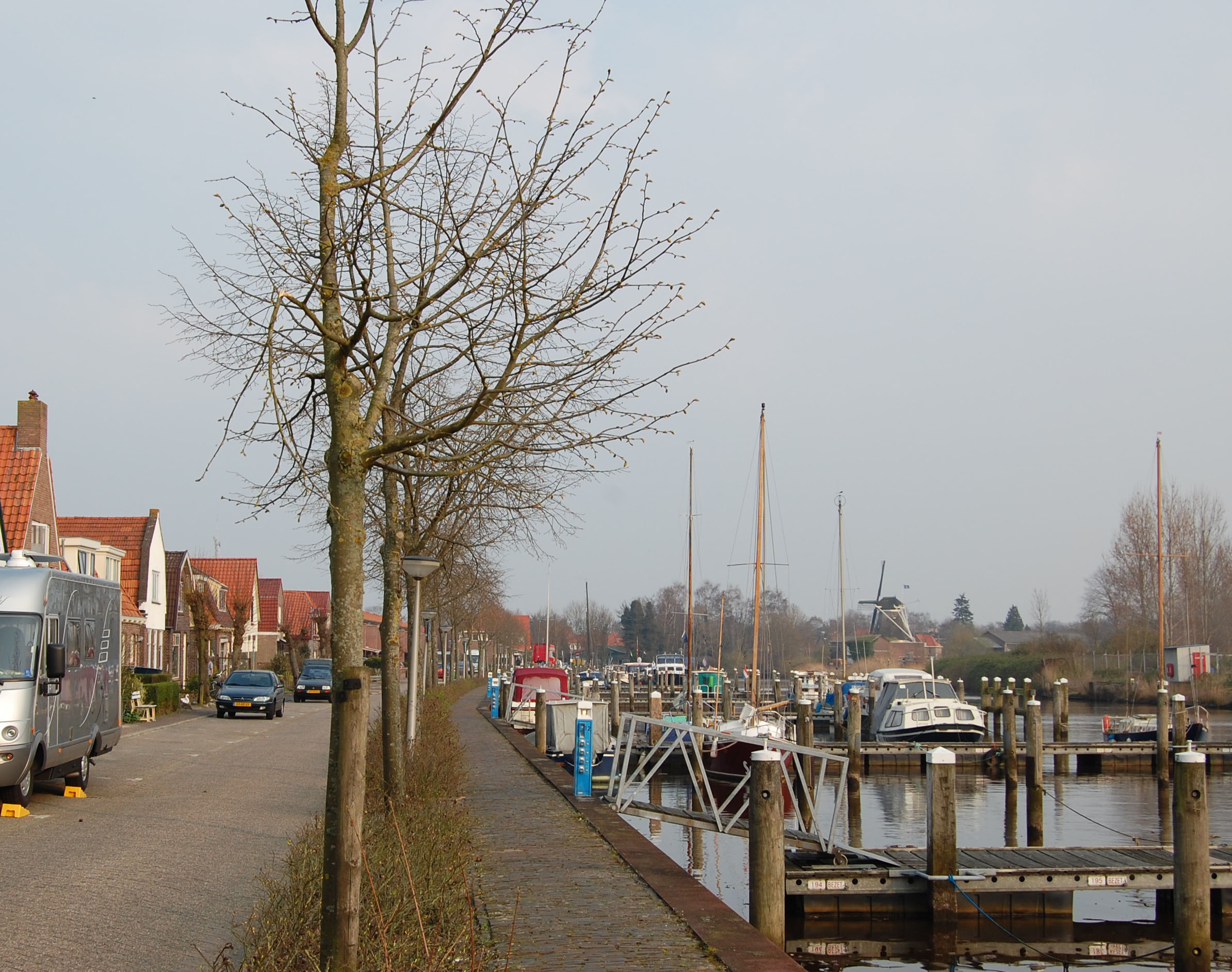
Westeinde en haven
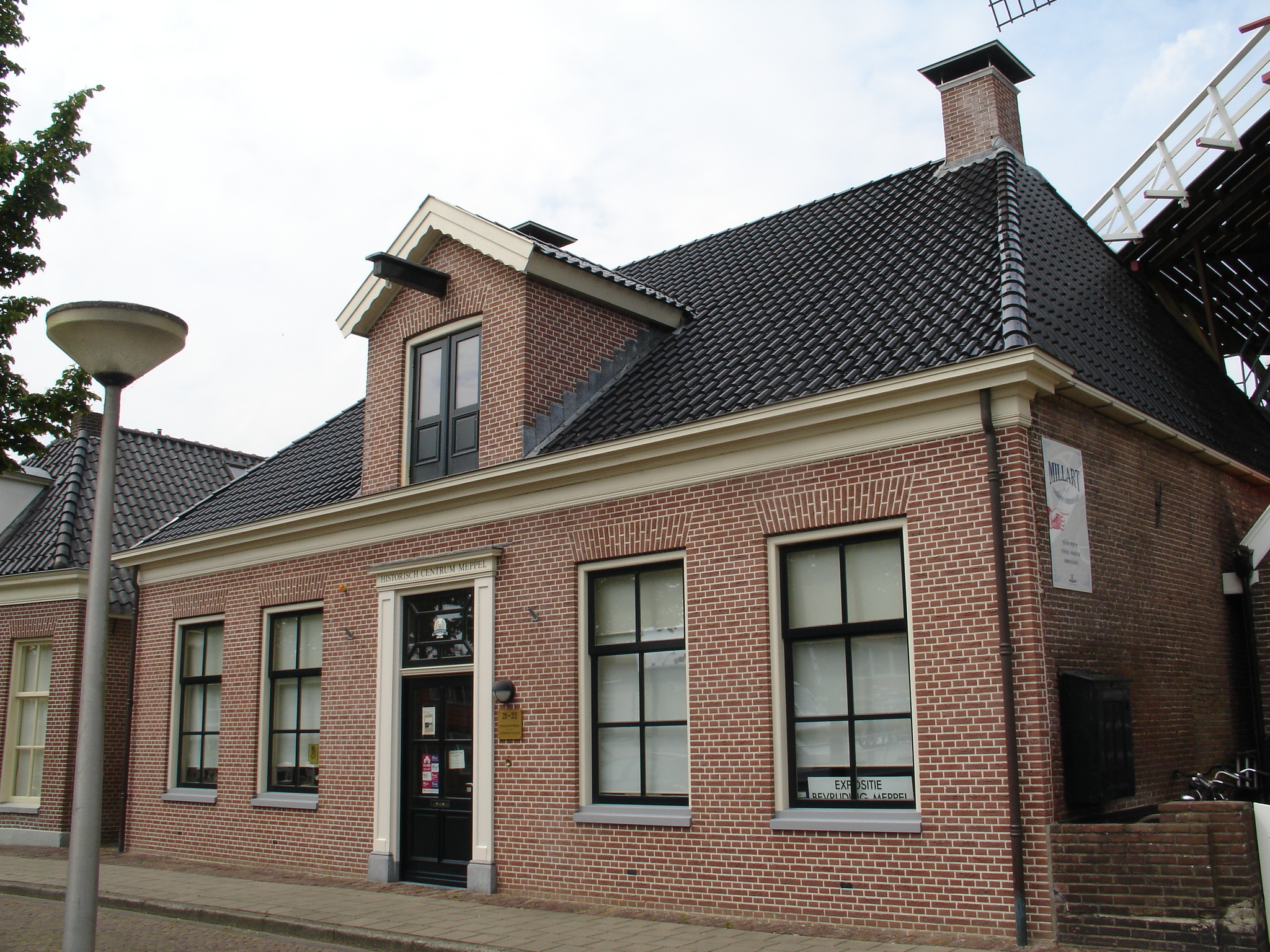
Historisch Centrum Meppel
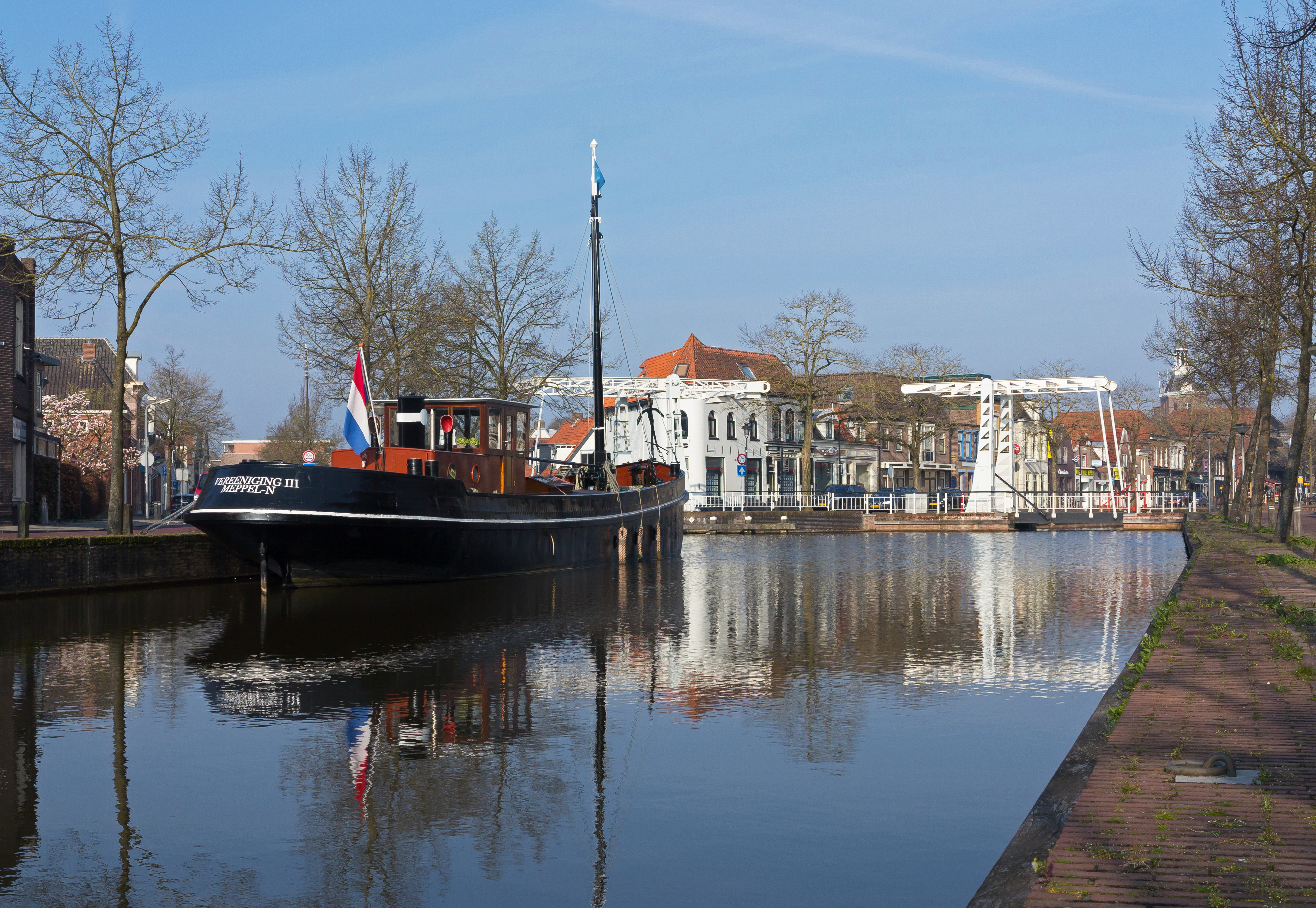
Het beurtscheepje de Vereeniging III
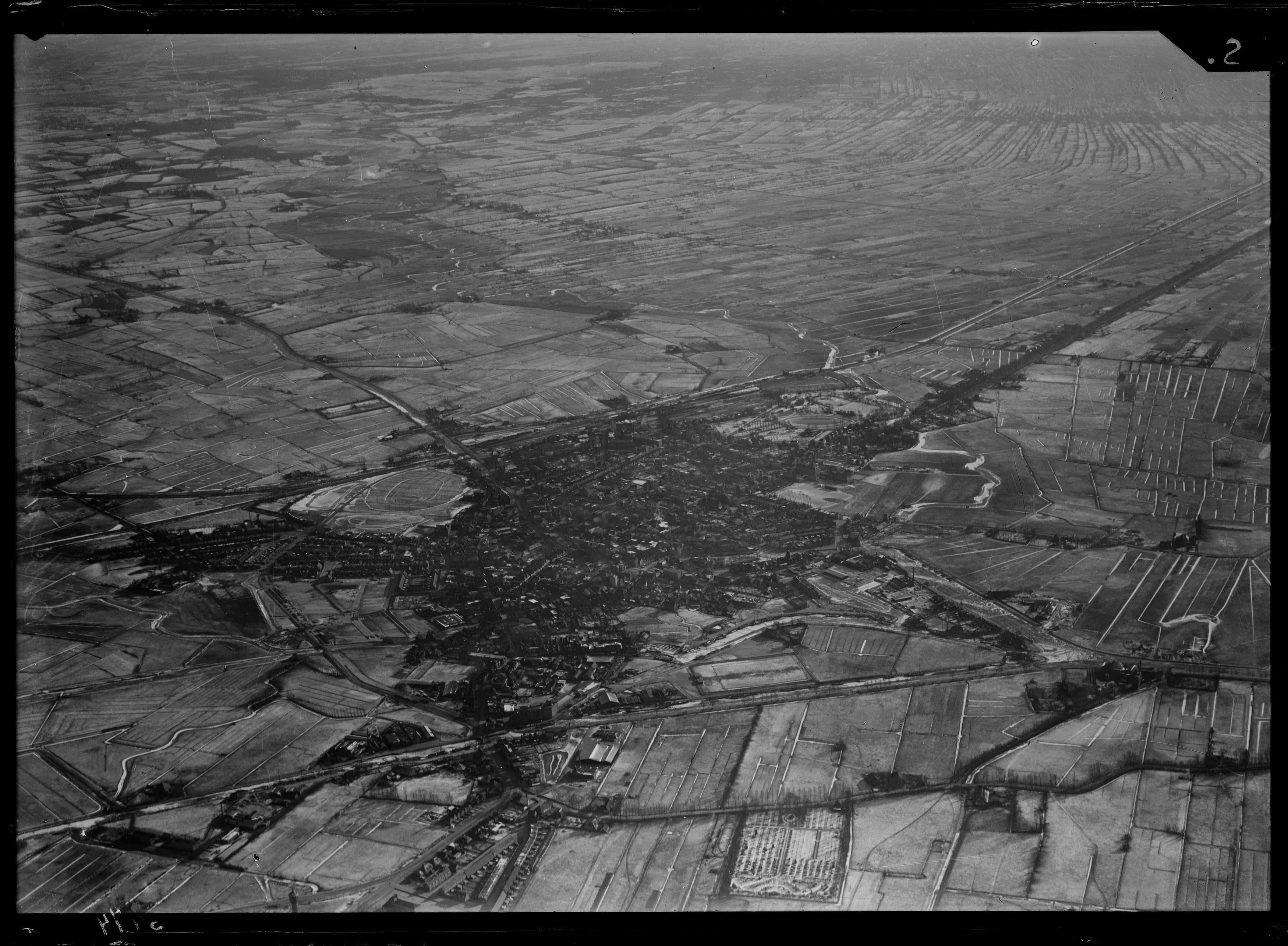
Luchtfoto van Meppel (periode 1920-1940)